# Fabian Klos
Fabian Klos (né le 2 décembre 1987 à Gifhorn en Basse-Saxe) est un footballeur allemand qui évolue au poste d'attaquant.

## Biographie
Du niveau amateur, il passe en 2011 à l'Arminia Bielefeld, qui vient d'être relégué en 3. Liga, le 3e échelon de football allemand. En 2012-13, il est le meilleur buteur de la 3. Liga (ensemble avec Anton Fink de Chemnitzer FC) pour la première fois. L'Arminia est promu en 2. Bundesliga.
Après la saison, l'Arminia est relégué en 3. Liga de nouveau. Malgré les offres d'autres clubs, il part avec l'Arminia. Il devient le capitaine de son équipe et - pour la deuxième fois - le meilleur buteur de la 3. Liga. L'Arminia remonte en 2. Bundesliga.
Fabian Klos inscrit 12 buts en 2. Bundesliga lors de la saison 2015-2016, puis 13 buts dans ce même championnat lors de la saison 2016-2017. En 2017, il est parfois plus souvent sur le banc. Au lieu de répondre à une offre de changement de club du SG Dynamo Dresde, Klos améliore sa condition physique et se bat pour revenir dans le onze de départ. Quand même, l'équipe élit un nouveau capitaine en la personne de Julian Börner pour la saison saison 2017-2018.
En avril 2018, il passe devant Ernst Kuster en tant que meilleur buteur de l'histoire du club. En 2019, il devient de nouveau le capitaine de l'Arminia. De plus, il est le meilleur buteur de la 2. Bundesliga en 2019-2020 (21 buts). Klos est promu en Bundesliga avec l'Arminia Bielefeld.
Il marque son premier but en Bundesliga le 28 novembre 2020 à Leipzig. Cette saison, il est utilisé dans tous les matchs. Au cours de la saison 2021-22, l'Arminia Bielefeld et Klos s'étaient déjà mis d'accord pour que le contrat expire à la fin de la saison. Mais après une grave blessure à la tête, il reste dans son club qui est relégué de nouveau en 2. Bundesliga après la saison.
Il est également titulaire pour la saison 2022-2023.

## Statistiques

### En club
Le tableau ci-dessous retrace la carrière de Fabian Klos depuis ses débuts :

| Saison                | Club                  | Championnat           | Championnat | Championnat | Coupe(s) nationale(s) | Coupe(s) nationale(s) | Compétition(s) continentale(s) | Compétition(s) continentale(s) | Compétition(s) continentale(s) | Coupe régionale | Coupe régionale | Play-offs | Play-offs | Total | Total |
| Saison                | Club                  | Division              | M.          | B.          | M.                    | B.                    | Comp.                          | M.                             | B.                             | M.              | B.              | M.        | B.        | M.    | B.    |
| 2007-2008             | MTV Gifhorn           | Niedersachsenliga Ost | 27          | 23          | -                     | -                     | -                              | -                              | -                              | -               | -               | 4         | 1         | 31    | 24    |
| 2008-2009             | MTV Gifhorn           | Niedersachsenliga Ost | 31          | 26          | -                     | -                     | -                              | -                              | -                              | -               | -               | -         | -         | 31    | 26    |
| Sous-total            | Sous-total            | Sous-total            | 58          | 49          | 0                     | 0                     | -                              | 0                              | 0                              | 0               | 0               | 4         | 1         | 62    | 50    |
| 2009-2010             | VfL Wolfsburg II      | Regionalliga Nord     | 32          | 9           | -                     | -                     | -                              | -                              | -                              | -               | -               | -         | -         | 32    | 9     |
| 2010-2011             | VfL Wolfsburg II      | Regionalliga Nord     | 33          | 13          | -                     | -                     | -                              | -                              | -                              | -               | -               | -         | -         | 33    | 13    |
| Sous-total            | Sous-total            | Sous-total            | 65          | 22          | 0                     | 0                     | -                              | 0                              | 0                              | 0               | 0               | 0         | 0         | 65    | 22    |
| 2011-2012             | Arminia Bielefeld     | 3. Liga               | 33          | 10          | -                     | -                     | -                              | -                              | -                              | 6               | 10              | -         | -         | 39    | 20    |
| 2012-2013             | Arminia Bielefeld     | 3. Liga               | 33          | 20          | 2                     | 0                     | -                              | -                              | -                              | 3               | 2               | -         | -         | 38    | 22    |
| 2013-2014             | Arminia Bielefeld     | 2.Bundesliga          | 29          | 9           | 2                     | 0                     | -                              | -                              | -                              | -               | -               | 2         | 0         | 33    | 9     |
| 2014-2015             | Arminia Bielefeld     | 3. Liga               | 35          | 23          | 5                     | 1                     | -                              | -                              | -                              | 3               | 3               | -         | -         | 43    | 27    |
| 2015-2016             | Arminia Bielefeld     | 2.Bundesliga          | 32          | 12          | 1                     | 0                     | -                              | -                              | -                              | -               | -               | -         | -         | 33    | 12    |
| 2016-2017             | Arminia Bielefeld     | 2.Bundesliga          | 33          | 13          | 4                     | 2                     | -                              | -                              | -                              | -               | -               | -         | -         | 37    | 15    |
| 2017-2018             | Arminia Bielefeld     | 2.Bundesliga          | 33          | 7           | 1                     | 1                     | -                              | -                              | -                              | -               | -               | -         | -         | 34    | 8     |
| 2018-2019             | Arminia Bielefeld     | 2.Bundesliga          | 33          | 17          | 2                     | 0                     | -                              | -                              | -                              | -               | -               | -         | -         | 35    | 17    |
| 2019-2020             | Arminia Bielefeld     | 2.Bundesliga          | 33          | 21          | 2                     | 0                     | -                              | -                              | -                              | -               | -               | -         | -         | 35    | 21    |
| 2020-2021             | Arminia Bielefeld     | Bundesliga            | 34          | 5           | 1                     | 0                     | -                              | -                              | -                              | -               | -               | -         | -         | 35    | 5     |
| 2021-2022             | Arminia Bielefeld     | Bundesliga            | 25          | 3           | 2                     | 2                     | -                              | -                              | -                              | -               | -               | -         | -         | 27    | 5     |
| 2022-2023             | Arminia Bielefeld     | 2.Bundesliga          | 28          | 6           | 1                     | 2                     | -                              | -                              | -                              | -               | -               | 2         | 1         | 31    | 9     |
| Sous-total            | Sous-total            | Sous-total            | 381         | 146         | 23                    | 8                     | -                              | 0                              | 0                              | 12              | 15              | 4         | 1         | 420   | 170   |
| Total sur la carrière | Total sur la carrière | Total sur la carrière | 504         | 217         | 23                    | 8                     | -                              | 0                              | 0                              | 12              | 15              | 8         | 2         | 547   | 242   |

## Palmarès
Arminia Bielefeld
- Championnat d'Allemagne D2 (1) :
  - Champion : 2019-20.
  - Meilleur buteur : 2019-20 (20 buts),

- Championnat d'Allemagne D3 (1) :
  - Champion : 2014-15.
  - Meilleur buteur : 2012-13 (20 buts) et 2014-15 (23 buts).